# Elecciones provinciales de Santiago del Estero de 1983
Las elecciones generales de Santiago del Estero de 1983 se realizaron el 30 de octubre, al mismo tiempo que tenían lugar las elecciones presidenciales y legislativas a nivel nacional, poniendo fin a la dictadura instalada en 1976, el autodenominado Proceso de Reorganización Nacional. Carlos Juárez, que dominaba la política electoral de la provincia desde 1948, obtuvo la victoria con casi el 49% de los votos.

## Reglas electorales
- Gobernador electo por mayoría simple.
- 30 diputados, la totalidad de los miembros de la Legislatura Provincial. Electos por toda la provincia con dos tercios de las bancas reservadas para el partido más votado y el resto a los demás partidos, en proporción de los votos que hubieren logrado.

## Resultados

### Gobernador
| Candidato             | Partido               | Partido                                | Votos   | %     |
| --------------------- | --------------------- | -------------------------------------- | ------- | ----- |
| Carlos Juárez         |                       | Partido Justicialista                  | 132.220 | 44,88 |
| Benjamín Zavalía      |                       | Unión Cívica Radical                   | 83.762  | 30,96 |
| Robin Zaiek           |                       | Tres Banderas                          | 37.577  | 13,89 |
|                       |                       | Alianza Popular                        | 11.041  | 4,08  |
|                       |                       | Partido Intransigente                  | 2.034   | 0,75  |
|                       |                       | Movimiento de Integración y Desarrollo | 1.421   | 0,53  |
|                       |                       | Alianza Federal                        | 940     | 0,35  |
|                       |                       | Partido Socialista Popular             | 940     | 0,35  |
|                       |                       | Frente de Izquierda Popular            | 586     | 0,22  |
| Votos positivos       | Votos positivos       | Votos positivos                        | 270.521 | 97,49 |
| Votos en blanco       | Votos en blanco       | Votos en blanco                        | 1.150   | 0,41  |
| Votos nulos           | Votos nulos           | Votos nulos                            | 5.828   | 2,10  |
| Participación         | Participación         | Participación                          | 277.499 | 69,89 |
| Electores registrados | Electores registrados | Electores registrados                  | 397.068 | 100   |
| Fuente:               |                       |                                        |         |       |

### Legislatura
| Partido               | Partido                                | Votos   | %     | Bancas |
| --------------------- | -------------------------------------- | ------- | ----- | ------ |
|                       | Partido Justicialista                  | 129.276 | 48,34 | 20/30  |
|                       | Unión Cívica Radical                   | 83.396  | 31,19 | 7/30   |
|                       | Tres Banderas                          | 36.443  | 13,63 | 3/30   |
|                       | Alianza Popular                        | 10.568  | 3,95  |        |
|                       | Partido Intransigente                  | 1.980   | 0,74  |        |
|                       | Partido Comunista                      | 1.802   | 0,67  |        |
|                       | Movimiento de Integración y Desarrollo | 1.433   | 0,54  |        |
|                       | Alianza Federal                        | 924     | 0,35  |        |
|                       | Partido Socialista Popular             | 984     | 0,37  |        |
|                       | Frente de Izquierda Popular            | 611     | 0,23  |        |
| Votos positivos       | Votos positivos                        | 267.417 | 96,37 |        |
| Votos en blanco       | Votos en blanco                        | 1.216   | 0,44  |        |
| Votos nulos           | Votos nulos                            | 8.866   | 3,19  |        |
| Participación         | Participación                          | 277.499 | 69,89 |        |
| Electores registrados | Electores registrados                  | 397.068 | 100   |        |
| Fuente:               |                                        |         |       |        |